# Т-17 (танк)
Т-17 е едноместна танкета, разработена от Съветския съюз в Междувоенния период.

## История
Съгласно приетата през 1926 г. тригодишна програма за развитие на танковите войски в Червената армия е предвидено създаването на батальони „картечници за съпровождение“. Първоначално в съветските документи е използван този термин, а не танкети. Работата по създаване на лек едноместен разузнавателен танк започва още през 1926 г., когато в конструкторското бюро ОАТ започва работата по проекта „Лилипут“. Проектираната машина е била нелошо балансирана, но възниква необходимост от създаването на специална ходова част и двигател. Към обсъждането на този проект конструкторите се връщат неколкократно, но работата по проекта така и не напуска чертожната маса.
През март 1928 г. е представен и защитен нов модел на танкета, получила името Т-17. За база при проектирането ѝ са използвани ходовата част и трансмисията на опитния танк за съпровождение Т-16. Корпусът е заимстван от проекта „Лилипут“, от ковани стоманени листове, нитовани един към друг. Използван е 2-цилиндров бензинов двигател с въздушно охлаждане и хоризонтално разположение на цилиндрите. Веригите са гумено-металически. Екипажът се състои от един човек, който едновременно е механик-водач и стрелец с картечницата. Танкетата е въоръжена с картечница, монтирана вдясно от основната ос на машината.
Производството на прототипът се забавя доста и той е готов едва през есента на 1929 г. През януари 1930 г. са проведени официални изпитания. През юни същата години са проведени повторни изпитания. Танкетата показва по-добра маневреност от Т-18. Единственият недостатък на танкетата е едноместният корпус. Именно по тази причина е взето решение Т-17 да не бъде одобрявана за производство, а да се работи по създаването на двуместна танкета, като за база да се използва Т-18.

## Модификации
- Правени са опити за създаване на танкета Т-17 с монтирано на нея оръдие, но те не се увенчават с успех поради малките габарити на машината.